# Триніті (Флорида)
Триніті (англ. Trinity) — переписна місцевість (CDP) в США, в окрузі Паско штату Флорида. Населення — 11 924 особи (2020).

## Географія
Триніті розташоване за координатами 28°10′51″ пн. ш. 82°39′30″ зх. д. / 28.18083° пн. ш. 82.65833° зх. д. (28.180840, -82.658271).  За даними Бюро перепису населення США в 2010 році переписна місцевість мала площу 11,98 км², уся площа — суходіл.

## Демографія
Згідно з переписом 2010 року, у переписній місцевості мешкало 10 907 осіб у 4074 домогосподарствах у складі 3394 родин. Густота населення становила 911 осіб/км².  Було 4359 помешкань (364/км²).
Расовий склад населення:
| - 93,2 % — білих - 2,9 % — азіатів - 1,5 % — чорних або афроамериканців - 0,2 % — корінних американців |

До двох чи більше рас належало 1,4 %. Частка іспаномовних становила 5,5 % від усіх жителів.
За віковим діапазоном населення розподілялося таким чином: 23,9 % — особи молодші 18 років, 54,7 % — особи у віці 18—64 років, 21,4 % — особи у віці 65 років та старші. Медіана віку мешканця становила 45,1 року. На 100 осіб жіночої статі у переписній місцевості припадало 92,9 чоловіків;  на 100 жінок у віці від 18 років та старших — 90,8 чоловіків також старших 18 років.
Середній дохід на одне домашнє господарство  становив 97 793 долари США (медіана — 70 524), а середній дохід на одну сім'ю — 109 574 долари (медіана — 76 964). Медіана доходів становила 65 985 доларів для чоловіків та 44 417 доларів для жінок. За межею бідності перебувало 4,3 % осіб, у тому числі 3,7 % дітей у віці до 18 років та 6,9 % осіб у віці 65 років та старших.
Цивільне працевлаштоване населення становило 4302 особи. Основні галузі зайнятості: освіта, охорона здоров'я та соціальна допомога — 26,0 %, роздрібна торгівля — 12,7 %, науковці, спеціалісти, менеджери — 12,6 %.